# Dušan Tadić
Dušan Tadić (srbskou cyrilicí Душан Тадић, * 20. listopadu 1988 Bačka Topola) je srbský profesionální fotbalista, který hraje na pozici ofensivního záložníka za srbský klub Crven zvezda beograd  a za srbský národní tým.

## Reprezentační kariéra
V A-mužstvu Srbska debutoval 14. 12. 2008 v přátelském zápase v Aksu proti reprezentaci Polska (porážka 0:1).

## Úspěchy
Individuální
- srbský fotbalista roku – 2016, 2019, 2021[2]
- Sestava sezóny Evropské ligy UEFA – 2020/21[3]